# Gérard Houllier

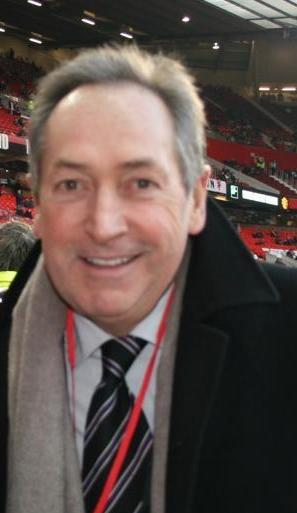
Gérard Houllier 2008.

Gérard Houllier, född 3 september 1947 i Thérouanne, Pas-de-Calais, Frankrike, död 14 december 2020 i Paris, var en fransk fotbollstränare. 
Han började sin tränarkarriär (som spelande tränare) i Le Touquet som 26-åring. Han blev därefter tränare i Nœux-les-Mines, som under hans tid vann sin serie två år i rad och gick upp i den franska andraligen. 
Sitt första tränaruppdrag på riktig elitnivå fick han 1982 då han tog över RC Lens som under hans ledarskap kvalificerade sig för spel i UEFA-cupen.  Han stannade i Lens till 1985 då han blev tränare för Paris Saint-Germain. Året därpå vann laget den franska ligan.
Han började som assistent till förbundskaptenen Michel Platini 1988, en post han höll till 1992 då han själv blev förbundskapten. Efter att Frankrike missat VM-slutspelet 1994 avgick han 1993. 
Han kom till Liverpool FC 1998 där han till en början delade tränaruppdraget med Roy Evans. Efter några månader avgick Evans och Houllier fortsatte ensam. Hans största framgång i klubben var säsongen 2000-2001 då laget vann FA-cupen, ligacupen och UEFA-cupen samtidigt som klubben kom trea i Premier League. De följande åren var mindre framgångsrika och 24 maj 2004 lämnade han klubben. Houllier blev den första managern i Liverpools historia att (officiellt) bli sparkad.
Efter sessionen med Liverpool tränade han Olympique Lyonnais mellan 29 maj 2005 och 25 maj 2007. Den 8 september 2010 skrev han på ett kontrakt som manager för Aston Villa. I april 2011 drabbades han av hjärtbesvär och togs in på sjukhus. Han tvingades stanna på sjukhuset en tid och lagets assisterande tränare Gary McAllister tog över hans roll som manager fram till säsongens slut. Hjärtbesvären tvingade honom i slutet av maj samma år att avgå som manager för Aston Villa.